# Prosa rítmica
La prosa rítmica es una imitación de la llamada prosa métrica practicada en la literatura escrita en griego y latín, realizada sobre todo por la literatura de las lenguas románicas en el Prerrenacimiento y Renacimiento.
Esta imitación se hacía mediante el acento, que recaía en las sílabas largas de la prosa métrica, en las últimas seis sílabas del periodo. Este llamado cursus podía ser, entre otros, de cuatro tipos:
- El cursus planus se acentuaba en la 2.ª y en la 5.ª sílabas (contando desde el final).
- El cursus dispondaicus tenía acentos en la 2.ª y 6.ª sílabas.
- El cursus velox contaba como tónicas la 2.ª y 7.ª sílabas.
- El cursus tardus acentuaba en la 3.ª y 6.ª sílabas, contando desde el final.

Esta técnica deriva de la prosa métrica en latín y, aunque ya fuese de uso corriente, fue explicada en el siglo XII por Alberto Morra, quien vendría a ser el Papa Gregorio VIII, en una obra titulada Forma dictandi quam Rome notarios instituit magister Albertus qui et Gregorius VIII, papa.
Practicaron esta prosa en España, sobre todo, escritores religiosos, como fray Antonio de Guevara, o ascéticos, como fray Luis de Granada o fray Luis de León.
- Datos: Q4394840